# X-Flight (Six Flags Great America)
X-Flight Is een stalen Wing Coaster in het Amerikaanse pretpark Six Flags Great America de attractie opende op 16 mei 2012. Het is de tweede wing coaster in de Verenigde Staten na Wild Eagle in Dollywood.